# Syed Sirajuddin

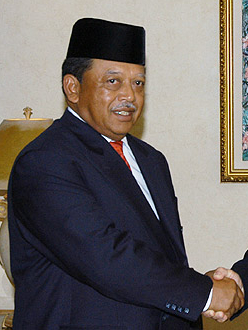

Syed Sirajuddin (* 17. Mai 1943) ist seit 2000 Raja von Perlis und war von 2001 bis 2006 der 12. Yang di-Pertuan Agong (König) von Malaysia. 
Er ist mit Tengku Fauziah binti Almarhum Tengku Abdul Rashid (* 1946) verheiratet. Seine Mutter war Tengku Budrian (1924–2008), sein Vater war Syed Putra (1920–2000). Syed Sirajuddin hat einen Sohn und eine Tochter.
| Vorgänger                    | Amt                             | Nachfolger                 |
| ---------------------------- | ------------------------------- | -------------------------- |
| Sultan Salahuddin Abdul Aziz | Yang di-Pertuan Agong 2001–2006 | Tuanku Mizan Zainal Abidin |

| Personendaten    | Personendaten                                                 |
| ---------------- | ------------------------------------------------------------- |
| NAME             | Syed Sirajuddin                                               |
| KURZBESCHREIBUNG | malaysischer Adeliger, Raja von Perlis und König von Malaysia |
| GEBURTSDATUM     | 17. Mai 1943                                                  |